# Diagoras Rodos
Diagoras Rodos (Grieks: Διαγόρας Γυμναστικός Σύλλογος) is een Griekse voetbalclub uit de stad Rhodos.

## Geschiedenis
De club werd opgericht in 1905 en werd genoemd naar de held van het eiland Diagoras. In 1929 werd de club ontbonden en pas heropgericht in 1945. In 1986 promoveerde de club naar de hoogste klasse en kon daar net een degradatie vermijden, de club had één punt meer dan Doxa Drama. Diagoras behaalde wel de halve finale van de beker, maar verloor van OFI Kreta. Het volgende seizoen eindigde de club gelijk met PAE Veria en Levadiakos op een degradatieplaats. Het was Veria dat degradeerde wegens een slechter doelsaldo. Het volgende seizoen werd de club voorlaatste en degradeerde. Hierna kon de club niet terugkeren en zakte weg naar de derde klasse. In 2008 promoveerde de club weer naar de tweede klasse.